# Кольрабі
Кольра́бі (Brassica oleracea var gongylodes), калярепа — городня дворічна рослина з товстим кулястим стеблом, що виглядом і смаком нагадує ріпу і є різновидом капусти.
Кольрабі холодостійка і швидкостигла рослина, дає врожай раніше, ніж рання білокачанна капуста.
В перший рік утворює стеблеплід в залежності від сорту округлої овальної форми, світло-зеленого або фіолетового забарвлення.

## Етимологія
Назва походить від нім. Kohlrabi, від Kohl — «капуста» та Rübe (в швейцарсько-німецькому діалекті Rabi) — «ріпа». Італійська назва (з тим же значенням «капустяна ріпа») — cavolo rapa.

## Поширення
Вважається, що капуста кольрабі походить зі східного Середземномор'я. У культурі добре відома з часів Давнього Риму. Пізніше вона поширилась майже по всьому світу. З-поміж інших різновидів капусти, кольрабі є найменш популярною для вирощування у вітчизняних городників.

## Опис
Листя вигнуте велике темно-зелене, більш пристосована до холодного клімату, стебло утворюється швидше, ніж качан. Шкіра стебла буває двох кольорів: білого та фіолетового. Плід сягає розмірів від 90 г до 5 кг. Коренева система рослини досить потужна, може виростати в глибину до 2 м. На другий рік вегетації формується квітка суцвіття з маленькими квітками жовтого чи білого кольору. Після запилення квітки перетворюються в стручки довжиною до 10 см, в кожному з яких містяться крихітні насіння.

## Застосування

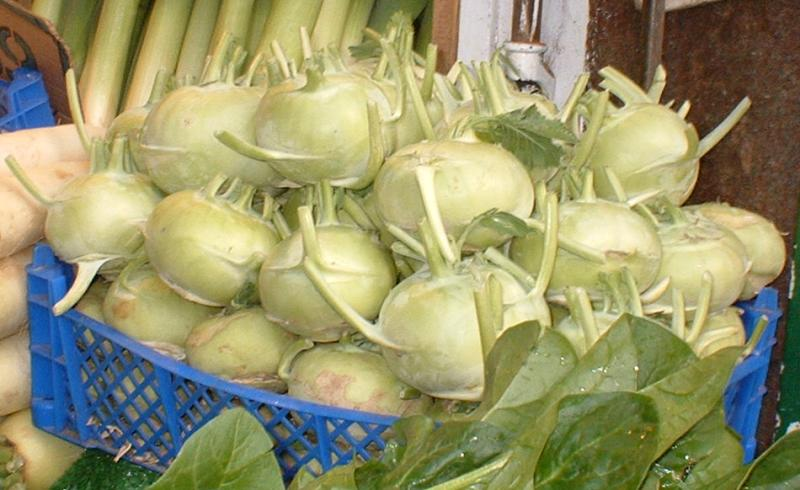
Кольрабі

Кольрабі використовують в сирому вигляді, для приготування страв у відвареному в солоній воді або тушкованому вигляді, готують салати, фарширують з м'ясом і рисом, печуть оладки. Використовується також в медицині. Вона містить білки, кальцій, фосфор, магній і має небагато калорій (у 100 грамах 43 кілокалорії). Через високий вміст вітаміну С кольрабі називають «північним лимоном», бо у 100 грамах капусти є 75 міліграмів аскорбінової кислоти. Кольрабі багата також на вітаміни В і РР, а також амінокислотами — гістидином, лізином, треоніном, валіном, аргініном та ін.
Капуста допомагає при підвищеному тиску й робить міцнішими серцеві м'язи[джерело?]. Окрім того постійне вживання овоча сприяє захисту шлунково-кишкового тракту. З капусти страви готувати найкраще в сирому вигляді: салати й заправки. Водночас її можна тушкувати, фарширувати, смажити й додавати в суп.

## Джерело
- Надія Федечко (серпень 2010). «Кольрабі — північний лимон». Журнал «Рецепти господині. Секрети смачної кухні», № 4, с. 22.
- Советы по ведению приусадебного хозяйства / Ф. Я. Попович, Б. К. Гапоненко, Н. М. Коваль и др.; Под ред. Ф. Я. Поповича. — Киев: Урожай, 1985.— с.664, ил